# José Câmnate na Bissign
José Câmnate na Bissign (Mansôa, 28 maggio 1953) è un vescovo cattolico guineense, dall'11 luglio 2020 vescovo emerito di Bissau.

## Biografia
Câmnate è stato ordinato prete il 31 dicembre 1982, all’età di 29 anni. È stato il primo guineense a essere ordinato presbitero.
Il 15 ottobre 1999 è stato nominato vescovo della diocesi di Bissau e ha ricevuto la consacrazione episcopale il 12 febbraio 2000 dall'arcivescovo Jean-Paul Aimé Gobel, nunzio apostolico. È stato anche il primo guineense a essere ordinato vescovo.
Nel 2017 è stato nominato presidente della Conferenza dei vescovi del Senegal, della Mauritania, di Capo Verde e di Guinea-Bissau. Durante il suo mandato, monsignor Câmnate è stato coinvolto nel dialogo fra i vari gruppi politici e religiosi della Guinea-Bissau ed è stato uno dei principali promotori della Commissione Giustizia e Pace e del Consiglio per il dialogo ecumenico, interreligioso e per la promozione della dignità umana.
All'età di 67 anni ha presentato la rinuncia all'incarico per motivi di salute, che è stata accettata da papa Francesco l'11 luglio 2020.

## Genealogia episcopale e successione apostolica
La genealogia episcopale è:
- Cardinale Scipione Rebiba
- Cardinale Giulio Antonio Santori
- Cardinale Girolamo Bernerio, O.P.
- Arcivescovo Galeazzo Sanvitale
- Cardinale Ludovico Ludovisi
- Cardinale Luigi Caetani
- Cardinale Ulderico Carpegna
- Cardinale Paluzzo Paluzzi Altieri degli Albertoni
- Papa Benedetto XIII
- Papa Benedetto XIV
- Papa Clemente XIII
- Cardinale Enrico Benedetto Stuart
- Papa Leone XII
- Cardinale Chiarissimo Falconieri Mellini
- Cardinale Camillo Di Pietro
- Cardinale Mieczysław Halka Ledóchowski
- Cardinale Jan Maurycy Paweł Puzyna de Kosielsko
- Arcivescovo Józef Bilczewski
- Arcivescovo Bolesław Twardowski
- Arcivescovo Eugeniusz Baziak
- Papa Giovanni Paolo II
- Arcivescovo Jean-Paul Aimé Gobel
- Vescovo José Câmnate na Bissign

La successione apostolica è:
- Vescovo José Lampra Cà (2011)